# Hurleston
Hurleston est une paroisse civile anglaise située dans le comté de Cheshire, au nord-ouest de Nantwich. Son territoire est traversé par la route A51 et le Shropshire Union Canal ainsi que le canal de Llangollen qui rejoint le dernier à Hurleston. La paroisse ne comprend que des fermes éparses, mais aucun hameau ou village.